# Triesenberg
Triesenberg je obec nacházející se v Lichtenštejnsku, s rozlohou 30 km2 jde o největší obec celého státu. Centrum obce leží v nadmořské výšce 884–1 000 metrů. V Triesenbergu se nachází dalších osm vesnic Gaflei, Malbun, Masescha, Rotenboden, Silum, Steg, Sücka a Wangerberg.
Žije zde přibližně 2 600 obyvatel.
Triesenberg je známý svým odlišným dialektem, který vychází z vlivu středověkých walserských migrantů, kteří do regionu dorazili na počátku 14. století. Tento dialekt je aktivně propagován magistrátem a jeho existence je jedním z důkazů pozoruhodné jazykové rozmanitosti v rámci malého knížectví, protože se jím mluví vedle standardního německého a alemanského dialektu.